# Cormocephalus pallidus
Cormocephalus pallidus är en mångfotingart som beskrevs av Filippo Silvestri 1899. Cormocephalus pallidus ingår i släktet Cormocephalus och familjen Scolopendridae. Inga underarter finns listade i Catalogue of Life.